# Ashes of the Wake
Ashes of the Wake è il quarto album in studio della band groove metal statunitense Lamb of God, pubblicato nel 2004 dalla Epic Records.
È considerato a tutt'oggi uno dei migliori lavori del gruppo insieme al successivo Sacrament: entrambi si sono rivelati decisivi per l'affermazione della band nel panorama internazionale e per la definitiva maturazione stilistica, con il passaggio dall'hardcore punk e dal thrash metal dei due precedenti album ad un sound più maturo, lavorato e tecnico.
La copertina, realizzata da Ken Adams, raffigura delle aquile con un proiettile in bocca e delle figure incappucciate che trainano vagoni merci in mezzo ai ratti; la parte interna dell'artwork ritrae una città devastata e fumante. I temi centrali sono la guerra, il contesto sociale e il patriottismo con particolare riferimento all'avidità politica, alla mafia (la canzone Omerta si apre proprio con un discorso di stampo mafioso), all'odio tra le classi sociali e agli orrori della guerra in Medioriente.
Numerosi sono i pezzi riproposti nei live del gruppo come Hourglass, Laid To Rest, Now You've Got Something to Die For, Omerta e The Faded Line (presenti anche nel DVD Killadelphia del 2005).

## Tracce
1. Laid To Rest – 3:50
2. Hourglass – 4:00
3. Now You've Got Something To Die For – 3:39
4. The Faded Line – 4:37
5. Omerta – 4:46
6. Blood Of The Scribe – 4:23
7. One Gun – 3:59
8. Break You – 3:36
9. What I've Become – 3:29
10. Ashes Of The Wake – 5:45
11. Remorse Is For The Dead – 5:40

## Formazione
- Randy Blythe – voce
- Willie Adler – chitarra
- Mark Morton – chitarra
- John Campbell – basso
- Chris Adler – batteria

### Altri musicisti
- Alex Skolnick – chitarra in "Ashes of the Wake"
- Chris Poland – chitarra in "Ashes of the Wake"